# Pikolo kolonija
Pikolo kolonija je bila dubrovačka kolonija u župi Soli.
Godine 1189. bosanski ban Kulin i Dubrovačka Republika potpisali su sporazum. Ovom je odlukom Bosna žrtvovala vlastitu proizvodnju soli višim političkim interesima. Politička je podjela nanijela težak udarac. Dubrovnik je dobio monopol na proizvodnju soli pa su se ondašnji žitelji župe Soli tim poslom bavili ilegalno. Dubrovčani su provjeravali lokalne stanovnike pridržavaju li se zabrane. Kad su dolazili prodavati raznu robu u ovaj kraj, tad su provjeravali.
Kolonija je nastala u doba dok je Dubrovačka Republika ovdje imala monopol na proizvodnju soli. 
Znanstveno se pretpostavlja se da su ovdje u svojoj koloniji Dubrovčani proizvodili sol i njome trgovali u bližim i daljim krajevima.
Ne zna se točno gdje je bila kolonija. Mjesni proučavatelji prošlosti tuzlanskog kraja misle da se kolonija nalazila se na padinama Ilinčice niže od staroga katoličkog groblja. To katoličko groblje postoji i danas u Par Selu. Teza nije bez osnova, jer se smatra da je to groblje najstarije u tuzlanskoj župi.